# Diaea nakajimai
Diaea nakajimai är en spindelart som beskrevs av Ono 1993. Diaea nakajimai ingår i släktet Diaea och familjen krabbspindlar.
Artens utbredningsområde är Madagaskar. Inga underarter finns listade i Catalogue of Life.